# Београдски круг
Београдски круг је био назив за групу интелектуалаца окупљених око идеја супротстављања националистичким политикама и ратовима у бившој Југославији. Главни период деловањa удружења везује се за године од 1992. до 1995. године, иако је у другачијем формату Београдски круг наставио са радом до 2004. Београдски круг је током 1990-их функционисао као неформално окупљалиште за све критичке гласове, посебно оне који су се недвосмислено супротстављали ратној политици тадашњих власти. У свом оснивачком акту, као главне смернице за будући рад биле су издвојене ”промоција идеја, дела и акција које афирмишу вредности грађанског и плуралистичког друштва.”
На челу су се налазила три копредседника - Миладин Животић, Филип Давид и Иван Чоловић.

## Оснивање.
Београдски круг је основан 25. јануара 1992. године. У Управном одбору су се налазили Иван Чоловић, Филип Давид, Миладин Животић, Ђорђе Лебовић, Миодраг Зупанц, Бранко Балетић, Стојан Церовић, Ненад Прокић, Иван Вејвода, Радомир Константиновић, Павле Угринов, Миладин Шеварлић, Милета Продановић, Обрад Савић, Аљоша Мимица, Слободан Благојевић и Мирјана Миочиновић.”
Може се рећи да је Београдски круг био производ укрштања две идеје о друштвеном ангажману интелектуалаца у временима кризе, једне која тај ангажман схвата као разраду концепта и аргумената потребних за одбрану угрожених друштвених вредности и људских права, и друге, која позива интелектуалце да учествују у конкретним акцијама,” писао је један од истакнутих чланова, Иван Чоловић. Узаврела атсмосфера у друштву почетком 1990-их, пренела се и на први састанак, о чему је ”живе” мемоарске записе оставио Павле Угринов. Он је тако забележио да је владало велико интересовање интелектуалне елите, а и других заинтересованих грађана, што је створило велике гужве и друге организационе проблеме.
Један од оснивача, М. Животић је приликом отворања скупа прочитао уводни текст, у коме је том приликом, поред осталог, рекао: Тежњи власти, да у име тобожњег националног интереса, својој кратковидој и погубној политици подреди научне и културне установе, универзитете и јавна гласила, а посебно телевизију, потребно је супротставити један облик окупљања који ће интелектуалцима омогућити да одбране не само своје право на независан стваралачки рад, већ темељне демократске вредности.
Тиме су постављене јасне смернице за будући рад Београдског круга.

## Деловање.
Главни начин деловања Београдског круга био је у форми јавних предавања и дискусија (”сесија”), организованих суботом у подне. На овим дискусионим форумима, учествовало је више стотина интелектуалаца из свих бивших југословенских република, али и из иностранства. У почетку су се суботње сесије одржавале у СКЦ, а касније у Дому омладине. Казивања учесника на овим окупљањима сабрана су у два зборника - први под именом ”Друга Србија” (1992), који је преведен на неколико језика и дистибуиран још током рата у иностранству, док је други носио име ”Интелектуалци и рат” (1993). У књизи  ”Интелектуалци и рат” сабрани су критички текстови упућени оним интелектуалцима који су, из различитих разлога, оправдавали рат и разарање, и представљала је оштру критику једне конзервативне, погубне идеологије и оних интелектуалаца који су је подржавали. Управо због свог бескомпромисног става, наишла је на отпор и критике оних који су се осећали прозваним. Такође, у књизи је позивано и на одговорност оних људи који су ”смишљено хушкали на рат, слуђивали народ, заносили га оностраним послањем, узносили у небо, загњуривали у прошлост, насилно му враћали достојанство, одвраћали га од најрпироднијег проива да живи боље и срећније, заједно са другима, а не мимо света, у заточеништву своје самозаљубљености”.

## Рекли су о Београдском кругу.
Један од оснивача и истакнутих учесника Миладин Животић, подвлачио је важност окупљања око Београдског круга, наводећи да су ове сесије постале ”синоним отпора смишљеној лажи, националистичком лудилу, бесмисленом рату”. Београдски круг је учествовао у бројним грађанским и мировним акцијама, попут ”Паљења свећа”, ”Црног флора”, ”Жуте траке”, Студентског протеста 1992, и др. ”За мене је чудо да смо уопште опстали у оваквим условима. Али и то што опстајемо, потврда је да се и у најтежим условима можемо сачувати од духовног загађења,” говорио је Миладин Животић. Један други важни учесник, филозоф Радомир Константиновић је о раду Београдског круга говорио: „Београдски круг је основан као отпор национализму који је окупирао већинску свест Србије, али коме се ставила на располагање и већина српске интелигенције. Било је немогуће и дубоко понижавајуће ћутке трпети националистички терор. И на крају, ако вас питају шта је Друга Србија, озбиљно им одговорите - то је Србија која се не мири са злочином.“ Константиновићева оцена да је Друга Србија заправо Србија која се не мири са злочином, остала је најцитиранија реченица која се везује са рад Београдског круга.

## Рецепција.
Београдски круг је одржавао и неговао сталне контакте са истомишљеницима и сличним организацијама у бившим југословенским републикама. Ове везе су биле посебно јаке са Сарајевом, Мостаром и Тузлом, које је делегација Београдског круга посетила више пута током рата. Посете Беогардског круга су организоване у знак солидарности и подршке отпору и борби за заједничке иделе и вредности. Београдски круг је стекао значајну међународну репутацију, па су их такоо 1994. и 1995. године угостиле и француска, британска и италијанска влада.
Када је реч о значају који је Београдски круг имао локално, може се рећи да је одиграо важну улогу кохезивног фактора међу истомишљеницима, омогућивши истовремено платформу за иступање и изношење сопственог става. Р. Константиновић је оставио мемоарске записе које сведоче о значају ових окупања у драматичним временима. ”Колику је снагу тада имала Друга Србија? Велика сала Студентског културног центра била је сваке суботе дупке пуна. Многи су морали да стоје. Уза зидове. У вратима. Долазили су, наравно, да чују нешто што још нису знали. Да чују људе од истинског ауторитета. Али, долазили су такође да чују и оно што су знали, а што је ствар не мање важна, велика ствар: долазили су да чују како оно што је њихово, најдубље њихово, али без гласа, задржано у немости, ето, ипак проговара, како се материјализује у говор. Било је то својеврсно посвећивање у јавност, једино место где је, у пролеће 1992. године, могло да се говори. Било је то велико посвећивање у говор. Нешто као рађање говора. То је било веома значајно, то слушање онога што се већ знало, што се зна, и што постаје, ако се понавља (и то под претњом казне, у полицијском окружењу), нека врста ритуала, нешто што се ритуализује. То, свакако, нисмо могли планирати. То је зависило од сваког говорника. Нешто непредвидљиво, и нешто неодољиво. Јер је неодољиво оно што је непредвидљиво.”
Записе је оставио и Иван Чоловић, чим се само потврђује теза да су сесије Београдског круга постале незамењиво место за дружења и окупљања истомишљеника у тешким временима: “(...) озарених могу рећи, лепих лица људи који су долазили на наша окупљања, на програме Београдског круга и који су се обрадовали кад су видели да нису усамљени у свом односу према ономе што се око њих догађа. Да нешто кажу, виде да имају истомишљенике, да имају људе који мисле или осећају као они. То је за мене био посебан доживљај и посебан утисак и потврда да то што ми радимо иако радимо у релативно малом кругу људи има смисла.”

## Критике.
Главне оптужбе на рачун Београдског круга гласиле су да је њихово деловање било ограничено на ”круг двојке” (у жаргону на централно београдско градско језгро), као и да се нису интересовали за дешавања у Србији ван Београда. О томе је Животић записао: ”Београдски круг је имао шта да каже и у провинцији. Обилазили смо градове у Србији: били смо у Врању, Нишу, Крагујевцу, Чачку, Ваљеву, Новом Саду, Зрењанину, Суботици. У време велике међунационалне напетости, нашли смо се у Хртковцима и Новом Пазару, а они су били гости наше трибине у Београду. У тим срединама нисмо само одржавали трибине, него смо се договарали о сарадњи, повезивању интелектуалних кругова у Србији, трудили се да разбијемо нешто што је последица овог рата и система деловања једног репресивног режима који жели да прекине све комуникације.” Као што је већ наведено, Београдски круг је одржавао и неговао контакте са истомишљеницима у Тузли, Мостару и посебно Сарајеву, који је делегација Београдског круга посетила неколико пута током опсаде. Чоловић такође тврди да је Београдски круг знатно превазилазио оквире Београда: ”Јер, Београдски круг се тако зове, а он је заправо био круг целе Србије, или, ако хоћете, његов рад је имао одјека и у целом региону, како то сада зовемо, и у свету. Тако да ти људи код којих смо ми долазили и са којима смо разговарали, показивали су такво неочекивано осећање захвалности.” Од страних интелектуалаца, у Београдском кругу су деловали и познати ис ветски интелектуалци Адам Михњик, Ханс Магнус Ерценсбергер, Кристофер Норис, и др.
Такође, чланови Београдског круга су трпели због свог рада нападе од стране националистичких струја које су у њима виделе издајнике. О томе Р. Константиновић каже: ”Ми смо, као људи ове мањинске свести, били за већинску свест издајници. Тако су нас оптуживали. Али, истину говорећи, у односу на ту свест заиста смо то и били.”  Филип Давид је још јасније одговорио на ове оптужбе: „Једино што нам преостаје јесте да постанемо издајници. Издајници система који призива рат и глад, где народи живе у грозници, храњени мржњом и обманама, болесни од маније гоњења и маније величине у исти мах. Бити издајник у таквој земљи, у таквом систему, најмање је што може и мора учинити сваки моралан и частан човек“.

## Значај.
Значај Београдског круга лежи у томе што је кроз окупаљање свих незадовољних политиком српског руководства показао да је у Београду постојало снажно место отпора тадашњој ратној агенди, и то не само на улици, већ и међу интелектуалним круговима, који су се на свој начин - речима -  борили за другачије и толерантније друштво. То је био политички покрет, грађанска акција, морална побуна и културни отпор против деструктивне милитаристичке политике Милошевићевог режима.